# Ferdinand Kiefler
Ferdinand Kiefler (4 augustus 1913-13 januari 1945) was een Oostenrijks handballer.
Op de Olympische Spelen van 1936 in Berlijn won hij de zilveren medaille met Oostenrijk. Kiefler speelde vier wedstrijden, waaronder de finale.
Franz Bartl · Franz Berghammer · Franz Bistricky · Franz Brunner · Johann Houschka · Emil Juracka · Ferdinand Kiefler · Josef Krejci · Otto Licha · Friedrich Maurer · Anton Perwein · Siegfried Powolny · Siegfried Purner · Walter Reisp · Alfred Schmalzer · Alois Schnabel · Ludwig Schuberth · Johann Tauscher · Jaroslav Volak · Leopold Wohlrab · Friedrich Wurmböck · Johann Zehetner